# Анафаза
Анафазата е етап от деленето на клетката – митоза.

## Същност на анафазата
През анафазата сестринските хроматиди се разделят и вече като дъщерни хромозоми се придвижват към двата полюса на делителното вретено.
Анафазата е най-кратката фаза на митозата. Тя започва с едновременното разделяне на сестринските хроматиди, които от този момент започват да се наричат дъщерни хромозоми (понеже всяка има своя собствена центромера). То се случва поради спонтанното премахване на кохезийните протеини, които свързват двете хроматиди заедно.
По време на този процес се осъществяват две форми на движение, които са спонтанни, всяка форма е задвижвана от миркотубулите – разделят се условно анафаза А и анафаза В. По време на анафаза А кинетохорите, за които за свързвани хроматидите се насочват към полюсите. При анафаза В полюсите се разделечават и хроматидите се отдалечават също, еластичната мембрана, която обвива клетката, видимо се удължава. При раздалечаването на дъщерните хромозоми се наблюдава скъсяване на кинетохорните микротръбички. Когато сестринските хроматиди са напълно и успешно разделени, най-важната част от митозата е изпълнена.
Придвижването на дъщерните хромозоми се извършва от моторни протеини (динеин, кинезин), изграждащи кинетохорите, които използват АТФ, за да придвижват хромозомите по дължината на микротръбичките, в посока към полюсите. Едновременно с това, кинетохорните микротръбички се скъсяват, в резултат на дезинтегрирането им и загубата на тубулинови субединици в зоната на кинетохорите.
Друго твърдение е, че придвижването се извършва от скъсяване на кинетохорните тръбички чрез дезинтегриране и в полюсните им краища, което резултира в изтегляне на хромозомите към полюсите
Моторните протеини осъществяват около 75% от придвижването, а скъсяването на кинетохорните микротръбички в зоната на полюсите – 25%.
Допълнително, раздалечаването на полюсите на делителното вретено, също допринася за изтеглянето на хромозомите в срещуположните краища на майчината клетка. То е осъществимо поради способността на застъпващите се полярни микротръбички да се приплъзват една спрямо друга.